# 马罗勒 (卢瓦-谢尔省)
马罗勒（法語：Marolles，法語發音：[maʁɔl] ⓘ）是法国卢瓦-谢尔省的一个市镇，属于布卢瓦区。

## 地理
马罗勒（47°38'52"N, 1°18'25"E）面积9.88 平方千米，位于法国中央-卢瓦尔河谷大区卢瓦-谢尔省，该省份为法国中北部省份，北起厄尔-卢瓦省，东北接卢瓦雷省，东南接谢尔省，南至安德尔省，西南接安德尔-卢瓦尔省，西北接萨尔特省。
与马罗勒接壤的市镇（或旧市镇、城区）包括：阿韦尔东、福塞、维勒巴鲁、维莱尔邦。

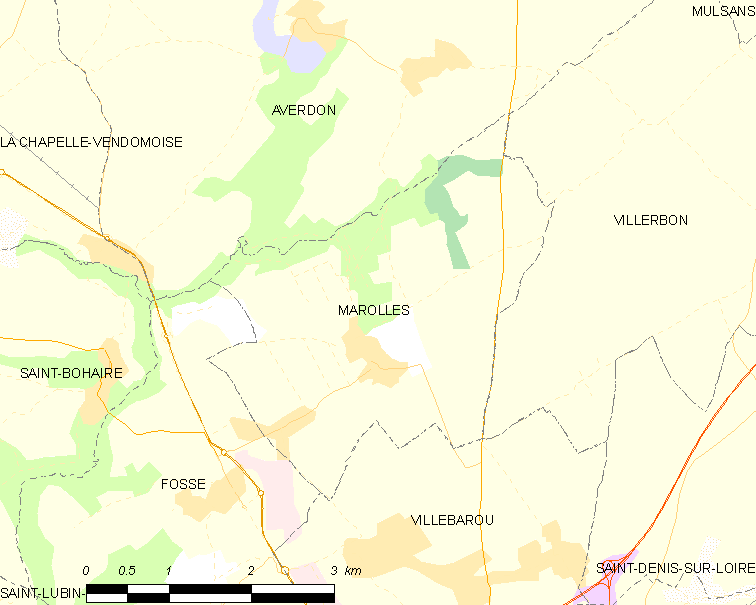
的OSM定位图

马罗勒的时区为UTC+01:00、UTC+02:00（夏令时）。

## 行政
马罗勒的邮政编码为41330，INSEE市镇编码为41128。

## 政治
马罗勒所属的省级选区为卢瓦尔河畔沃赞县。

## 人口

1962-2008年间人口变化图示

马罗勒于2022年1月1日时的人口数量为721人。